# Czeczyno
Czeczyno (biał. Чэчына, Czeczyna; ros. Чечино, Czeczino) – wieś na Białorusi, w obwodzie mińskim, w rejonie dzierżyńskim, w sielsowiecie Fanipol, nad Wiazynką i przy drodze republikańskiej R1. Graniczy z Fanipolem.

## Historia
W XIX i w początkach XX w. położone było w Rosji, w guberni mińskiej, w powiecie mińskim.
Po I wojnie światowej pod administracją polską, w Zarządzie Cywilnym Ziem Wschodnich, w okręgu mińskim, w powiecie mińskim.
W wyniku postanowień traktatu ryskiego znalazło się w granicach Związku Sowieckiego. W latach 1932–1937 w Polskim Rejonie Narodowym im. Feliksa Dzierżyńskiego. Od 1991 w niepodległej Białorusi.

## Ludzie związani z miejscowością
- Alaksandr Wałachanowicz – białoruski kołchoźnik i polityk; mieszkaniec Czeczyna